# Mediolan-San Remo 2011
102. edycja wyścigu kolarskiego Mediolan-San Remo odbyła się w dniu 19 marca 2011 roku i liczyła 298 km. Wyścig figuruje w rankingu światowym UCI World Tour 2011.
Wyścig wygrał Australijczyk Matthew Goss z grupy HTC - Highroad, drugi był Szwajcar Fabian Cancellara, a trzeci Belg Philippe Gilbert.

## Uczestnicy
Na starcie tego klasycznego wyścigu stanęło 25 zawodowych ekip.
Lista drużyn uczestniczących w wyścigu:
| Numery  | Kod | Drużyna                   |
| ------- | --- | ------------------------- |
| 1-8     | RAB | Rabobank                  |
| 11-18   | ASA | Aqua & Sapone             |
| 21-28   | A2R | AG2R-La Mondiale          |
| 31-38   | AND | Androni Giocattoli        |
| 41-48   | BMC | BMC Racing Team           |
| 51-58   | CSF | Colnago-CSF Inox          |
| 61-68   | COF | Cofidis                   |
| 71-78   | EUS | Euskaltel-Euskadi         |
| 81-88   | FAR | Farnese Vini-Neri Sottoli |
| 91-98   | FDJ | FDJ                       |
| 101-108 | GEO | Geox-TMC                  |
| 111-118 | THR | HTC - Highroad            |
| 121-128 | KAT | Team Katusha              |

| Numery  | Kod | Drużyna                 |
| ------- | --- | ----------------------- |
| 131-138 | LAM | Lampre ISD              |
| 141-148 | LIQ | Liquigas-Cannondale     |
| 151-158 | MOV | Team Movistar           |
| 161-168 | OLO | Omega Pharma-Lotto      |
| 171-178 | AST | Pro Team Astana         |
| 181-188 | QST | Quick Step Cicling Team |
| 191-198 | SBS | Saxo Bank Sungard       |
| 201-208 | SKY | Procycling Sky          |
| 211-218 | GRM | Garmin-Cervelo          |
| 221-228 | LEO | Team Leopard-Trek       |
| 231-238 | RSH | Team RadioShack         |
| 241-248 | VCD | Vacansoleil-DCM         |

## Klasyfikacja generalna
| M-ce | Imię i nazwisko   | Kraj       | Drużyna             | Czas          |
| ---- | ----------------- | ---------- | ------------------- | ------------- |
| 1.   | Matthew Goss      | Australia  | HTC-Highroad        | 6h 51min. 10s |
| 2.   | Fabian Cancellara | Szwajcaria | Team Leopard-Trek   | + 0"          |
| 3.   | Philippe Gilbert  | Belgia     | Omega Pharma-Lotto  | + 0"          |
| 4.   | Alessandro Ballan | Włochy     | BMC Racing Team     | + 0"          |
| 5.   | Filippo Pozzato   | Włochy     | Team Katusha        | + 0"          |
| 6.   | Michele Scarponi  | Włochy     | Lampre ISD          | + 0"          |
| 7.   | Yoann Offredo     | Francja    | FDJ                 | + 0"          |
| 8.   | Vincenzo Nibali   | Włochy     | Liquigas-Cannondale | + 3"          |
| 9.   | Greg Van Avermaet | Belgia     | BMC Racing Team     | + 10"         |
| 10.  | Stuart O’Grady    | Australia  | Team Leopard-Trek   | + 12"         |